# That's That
"That's That" (chamada de That's That Shit na versão sem censura) é uma canção do rapper estadunidense Snoop Dogg, com a participação do cantor de R&B compatriota R.Kelly. Foi lançada em 10 de Outubro de 2006, como segundo single do para o seu oitavo álbum de estúdio Tha Blue Carpet Treatment. A faixa contem sample de uma melodia apresentada no filme Coming to America de Eddie Murphy. A canção foi escrita pelos dois interpretes, juntamente com Stanley Benton e The D.O.C., e foi produzida por Nottz e Dr. Dre.

## Faixas e formatos
| Lado A |                                      |         |  |
| N.º    | Título                               | Duração |  |
| 1.     | "That's That" (Radio) (com R. Kelly) | 4:17    |  |
| 2.     | "That's That" (LP) (com R. Kelly)    | 4:17    |  |
| 3.     | "That's That" (instrumental)         | 4:17    |  |

| Lado B |                                 |         |  |
| N.º    | Título                          | Duração |  |
| 1.     | "Crazy" (Radio) (com Nate Dogg) | 4:31    |  |
| 2.     | "Crazy" (LP) (com Nate Dogg)    | 4:32    |  |
| 3.     | "Crazy" (Versão instrumental)   | 4:31    |  |

## Remix
O remix oficial da canção conta com a participação do rapper estadunidense Nas, e teve algumas mudanças em relação a letra original.